# C.T.O
C.T.O是創造力娛樂旗下的台灣男子音樂團體，現任成員為王梓寧、楊梓鑫、薛恩。C.T.O全名為「Create Top One」，意指「創造頂尖的精神」，粉絲名為「CEO」。

## 經歷

### 2013年-出道前
2013年，團員翁宇慶曾以個人身分參加三立超級接班人，最終以團體native Color Boys獲得該屆第二名，但節目結束後卻無緣獲得經紀公司青睞，無法出道。

2015年初，透過娛樂百分百的Show Star偶像選拔賽，選了一些男孩開始進行培訓，每天都要接受不同的課程訓練，從唱歌到舞蹈到形體再到戲劇，每樣都進行了嚴格的訓練，隔年再次舉行選拔賽，注入新的男孩，前後共8位。
2017年，羅志祥透過錄製節目快樂男聲，留下他戰隊的兩位男孩，分別為王梓寧和楊梓鑫，2017年末先前的8位創造力男孩透過最終決賽，留下了4位，分別為翁宇慶、詹仕偉、薛恩、李振緯，最終6位男孩組成了C.T.O。
由4名台灣成員及2名中國大陸成員組成，每個月的團長為猜拳的贏家擔任。

### 2018年-2020年
2018年6月11日，官方Facebook粉絲團正式啟動，成員分別自6月19日起連續6日依次公布。6月29日，發佈首張同名主打歌《C.T.O》MV。7月18日，發行首張同名專輯《C.T.O》。10月，受邀登上第15屆釜山亞洲音樂節的舞台。
2019年6月14日，發佈單曲《LOVE YOU》MV。7月5日，發行第二張專輯《START IT》。8月31日，C.T.O於台大體育館舉辦出道以來首場演唱會《2019 C.T.O <START IT> First Concert》。11月29日及12月22日，分別於北京、台北舉辦音樂會《LOVE YOU音樂同樂會》。
2020年6月，C.T.O全體成員參與優酷選秀節目《少年之名》。8月，李振緯與Jonathon Chu成立音樂廠牌“J.WINBRAVECREW”，並於9月4日推出首張個人單曲《Gotta Know》。10月13日，薛恩、詹仕偉、翁宇慶、李振緯赴韓國錄製實境秀「C.T.O Project : The Survival」，正式在韓國出道。

### 2021年-2023年
2021年2月18日，發佈首張韓文單曲《Oh! That girl》MV。2月24日，首次登上MBCMusic電視台音樂舞台節目《Show Champion》正式出道舞台。3月19日，發佈單曲《Oh! That girl》中文版MV。
2022年8月12日，王梓寧推出首張個人單曲《愛愛愛你》。
2023年5月，詹仕偉參與ViuTV真人選秀節目《全民造星V》。6月14日，C.T.O透過官方社群平台宣佈詹仕偉、翁宇慶、李振緯退出團體，自此以三人形式活動。7月20日，發表單曲《Chopper》。

## 成員資料
| 藝名       | 本名   | 韓文名   | 英文名       | 出生日期               | 出生地              | 星座   | 職務                             | 身高  | 性質        | 工作   | 粉絲名  | 個人專頁                                                                                   |
| 梓寧       | 王梓寧 | 윌리암스 | Williams     | 1995年2月3日（30歲）   | 中华人民共和国 吉林 | 水瓶座 | 主Rapper、領唱、中低音主唱、大哥 | 180CM | 高冷男      | 伙夫   | 紫菜    | Instagram（页面存档备份，存于） 微博 （页面存档备份，存于）                                |
| 梓鑫       | 楊梓鑫 | 홀리스   | Hollis       | 1996年11月15日（29歲） | 中华人民共和国 重慶 | 天蠍座 | 主唱、領舞、中高音主唱           | 180CM | 花美男      | 總機   | 悶龍    | Instagram（页面存档备份，存于） 微博                                                       |
| 薛恩       | 薛恩   | 션       | Sean         | 1998年8月21日（27歲）  | 中華民國 台灣       | 獅子座 | 領Rapper、副唱、中低音主唱       | 183CM | 低音炮      | 倒水   | 雪寶    | Instagram（页面存档备份，存于） Facebook（页面存档备份，存于） 微博                        |
| 已離開成員 |        |          |              |                        |                     |        |                                  |       |             |        |         |                                                                                            |
| 仕偉       | 詹仕偉 | 스누피   | Snoopy       | 1997年1月8日（29歲）   | 中華民國 台灣       | 摩羯座 | 主領舞、副唱                     | 175CM | 萌男        | 拖地   | Sweetie | Instagram（页面存档备份，存于） Facebook（页面存档备份，存于） 微博 （页面存档备份，存于） |
| 宇慶       | 翁宇慶 | 와이씨   | Yuching、 YC | 1997年2月11日（29歲）  | 中華民國 台灣       | 水瓶座 | 主領舞、主唱、中高音主唱         | 174CM | 怪男 李光洙 | 收垃圾 | 雨滴    | Instagram（页面存档备份，存于） Facebook（页面存档备份，存于） 微博                        |
| 振緯       | 李振緯 | 제이윈   | J.win        | 1998年11月8日（27歲）  | 中華民國 台灣       | 天蠍座 | 主Rapper、副唱、忙內             | 175CM | 中二男      | 掃地   | win win | Instagram（页面存档备份，存于） Facebook（页面存档备份，存于） 微博                        |

## 團長輪替
| 年份   | 月份 | 團長 | 年份   | 月份 | 團長 | 年份   | 月份 | 團長   |
| 2020年 | 1月  | 薛恩 | 2019年 | 1月  | 薛恩 | 2018年 | 1月  | 未出道 |
| 2020年 | 2月  | 宇慶 | 2019年 | 2月  | 宇慶 | 2018年 | 2月  | 未出道 |
| 2020年 | 3月  | 梓寧 | 2019年 | 3月  | 梓鑫 | 2018年 | 3月  | 未出道 |
| 2020年 | 4月  | 梓寧 | 2019年 | 4月  | 梓寧 | 2018年 | 4月  | 未出道 |
| 2020年 | 5月  | 梓寧 | 2019年 | 5月  | 振緯 | 2018年 | 5月  | 未出道 |
| 2020年 | 6月  | 梓寧 | 2019年 | 6月  | 仕偉 | 2018年 | 6月  | 宇慶   |
| 2020年 | 7月  | 梓寧 | 2019年 | 7月  | 振緯 | 2018年 | 7月  | 梓寧   |
| 2020年 | 8月  | 梓寧 | 2019年 | 8月  | 梓鑫 | 2018年 | 8月  | 梓鑫   |
| 2020年 | 9月  |      | 2019年 | 9月  | 振緯 | 2018年 | 9月  | 仕偉   |
| 2020年 | 10月 |      | 2019年 | 10月 | 宇慶 | 2018年 | 10月 | 薛恩   |
| 2020年 | 11月 |      | 2019年 | 11月 | 梓寧 | 2018年 | 11月 | 振緯   |
| 2020年 | 12月 |      | 2019年 | 12月 | 薛恩 | 2018年 | 12月 | 振緯   |

## 音樂作品

### 跨刀創作+演唱
羅志祥NO IDEA專輯曲：我的世代 歌詞創作(振緯)、不逃 演唱(梓寧)

### 單曲
- 2021年2月18日：《Oh! That girl》 (Kn Ver.)
- 2021年3月19日：《Oh! That girl》 (Chinese Ver.)

### 迷你專輯
| 專輯 | 專輯資料                                                                          | 曲目 |
| ---- | --------------------------------------------------------------------------------- | --- |
| 1st  | 首張同名專輯《C.T.O》 - 發行日期：2018年7月18日 - 語言：中文 - 唱片公司：環球唱片 | - C.T.O（页面存档备份，存于） - 愛情夢遊 - 牽著我（页面存档备份，存于） - 燥 - TURN IT UP - Insomnia （页面存档备份，存于） |
| 2nd  | 《Start It》 - 發行日期：2019年7月5日 - 語言：中文 - 唱片公司：環球唱片           | - Player - 陷阱 - LOVE YOU（页面存档备份，存于） - 未接來電 - Start It（页面存档备份，存于） - Super Girl（页面存档备份，存于） - 有你我就不孤單 ( 羅志祥，愷樂，C.T.O ) - 口袋裡的愛（页面存档备份，存于） ( 羅志祥，愷樂，C.T.O ) |

## 影視作品

### 專屬節目
| 日期                         | 播放平台   | 節目名稱                    | 集數 | 備註 |
| 2020年12月31日-2021年2月18日 | friDay影音 | C.T.O PROJECT－The Survival | 8    |      |

## 演唱會及其他演出

### 演唱會
- C.T.O ＜START IT＞ First Concert

| 日期          | 城市 | 舉行地點       |
| 2019年8月31日 | 台北 | 台大綜合體育館 |

### 見面會
- C.T.O  Love You 音樂同樂會

| 日期           | 城市 | 舉行地點     |
| 2019年11月29日 | 北京 | 北京壹空間   |
| 2019年12月22日 | 台北 | ATT SHOW BOX |

### 簽唱會
| 日期           | 地點                      |
| 2018年7月22日  | 台北 西門町聯合醫院前廣場 |
| 2018年7月28日  | 台中 廣三SOGO             |
| 2018年7月28日  | 中壢 遠東SOGO             |
| 2018年7月28日  | 桃園 光南桃園門市         |
| 2018年7月29日  | 高雄 夢時代-夢想廣場      |
| 2018年7月29日  | 台南 南方公園             |
| 2018年7月29日  | 嘉義 光南嘉義門市         |
| 2018年9月23日  | 東莞 長安萬科廣場         |
| 2018年12月22日 | 成都龍泉新城吾悅廣場      |
| 2018年12月23日 | 北京華聯同成街購物中心    |
| 2018年12月24日 | 上海仲盛世界商城花卉廣場  |
| 2019年7月20日  | 高雄 夢時代-夢想廣場      |
| 2019年7月20日  | 台中 廣三SOGO             |
| 2019年7月21日  | 台北 西門町聯合醫院前廣場 |

### 其他大型演出
| 日期           | 活動名稱                   |
| 2018年7月10日  | 花蓮夏戀嘉年華             |
| 2018年8月17日  | 湖南衛視七夕歌會           |
| 2018年8月19日  | 粉絲嘉年華                 |
| 2018年9月22日  | MTV最強音演唱會            |
| 2018年10月2日  | 第15屆釜山亞洲音樂節       |
| 2018年10月5日  | 西安世園音樂節             |
| 2018年10月19日 | 浙江衛視秋季盛典           |
| 2018年11月2日  | ELLE風格人物大賞           |
| 2018年11月10日 | 天猫雙11狂歡晚會           |
| 2018年11月23日 | 鬥魚音樂盛典               |
| 2018年12月16日 | 新北市歡樂耶誕城巨星演唱會 |
| 2018年12月31日 | 湖南衛視跨年演唱會         |
| 2019年2月4日   | 超級巨星紅白藝能大賞       |
| 2019年3月2日   | 永利澳門 創造力演唱會      |
| 2019年5月5日   | QQ音樂 大音樂+超級現場     |
| 2019年5月26日  | 冰淇淋音樂節               |
| 2019年7月4日   | 花蓮夏戀嘉年華             |
| 2019年7月13日  | 宜蘭音浪頭城               |
| 2019年7月28日  | 極限挑戰公益演唱會         |
| 2019年9月7日   | 快樂大本營快樂家族音樂節   |
| 2019年9月14日  | 快樂大本營快樂家族音樂節   |
| 2019年10月4日  | 馬尼拉 創造力演唱會        |
| 2019年10月19日 | 浙江衛視秋季盛典           |
| 2019年11月10日 | 天猫雙11狂歡晚會           |
| 2019年11月16日 | 澳門威尼斯人 創造力演唱會  |
| 2019年12月31日 | 東方衛視跨年演唱會         |

### 電台節目
| 日期           | 節目名稱                                 |
| 2018年7月13日  | Hit FM                                   |
| 2018年7月20日  | 夜光家族                                 |
| 2018年7月25日  | POP Radio                                |
| 2018年8月2日   | 飛碟聯播網哥哥妹妹有意思                 |
| 2018年8月7日   | 蜻蜓FM                                   |
| 2018年8月19日  | 喜馬拉雅FM                               |
| 2019年7月12日  | POP Radio                                |
| 2019年7月15日  | 飛碟聯播網哥哥妹妹有意思 Hit FM耐玩DJ    |
| 2019年7月16日  | POP Radio依同開Mic辣 中廣流行網娛樂E世代 |
| 2019年10月25日 | MusicRadio音乐之声                       |